# Lepidagathis sessilifolia
Lepidagathis sessilifolia là một loài thực vật có hoa trong họ Ô rô. Loài này được (Pohl) Kameyama ex Wassh. & J.R.I. Wood mô tả khoa học đầu tiên năm 2004.